# Anthias woodsi
Anthias woodsi är en fiskart som beskrevs av Anderson och Heemstra, 1980. Anthias woodsi ingår i släktet Anthias och familjen havsabborrfiskar. Inga underarter finns listade i Catalogue of Life.